# Neva Surrenda
Neva Surrenda – trzeci studyjny album amerykańskiego zespołu hip-hopowego Outlawz. Został wydany 22 października, 2002 roku

## Lista utworów
1. "Intro"
2. "Gatz Up"
3. "What Side U On?" (featuring Hot Boyz)
4. "Move Somethin" (featuring Willie D.)
5. "Everything Is Alright"
6. "Playtime"
7. "Stick 2 da Plan" (featuring Big Syke)
8. "Not Real"
9. "Us"
10. "Black Diamond"
11. "Why?"
12. "Pleasures of Sin" (featuring Yukmouth &d Big Syke)
13. "Desperation"
14. "Blessings"
15. "Lost and Turned Out"
16. "Outro"